# Gneu Juli Agrícola
Gneu Juli Agrícola (en llatí Gnaeus Julius Agricola) va ser un general romà i governador de Britànnia nascut a Fòrum Julii (Frejús) el 13 de juny del 37. Era fill de Julius Graecinus, un romà de rang senatorial, i de Júlia Procil·la.

## Primeres magistratures amb Neró
De jove va estudiar filosofia a Marsella i va començar la carrera militar al costat de Gai Suetoni Paulí a Britànnia l'any 60 durant la Revolta de Boudica. Va tornar a Roma i es va casar amb Domícia Decidiana i va començar a ascendir a les magistratures: va ser qüestor a Àsia amb el procònsol Luci Salvi Otó Titià, al que no va voler secundar en l'extorsió a la província; després fou tribú, i després pretor, que eren oficis que en temps de Neró eren nominals i a més perillosos i calia inactivitat per no provocar l'emperador.

## A Britànnia sota Vespasià
Amb Galba, l'any 69 se li va encarregar d'evitar la continuació del robatori de les propietats dels temples iniciat per Neró. Al mateix any va morir la seva mare i a la tornada del funeral (a Ligúria) es va assabentar de la proclamació de Vespasià, a favor del que es va declarar. Se li va encarregar l'any 70 el comandament de la Legió XX Valèria Victrix de Britànnia on va estar del 70 al 73, i quan va tornar de l'illa l'emperador li va concedir el rang de patrici i el govern de la província d'Aquitània que va mantenir del 74 al 76. Fou cridat a Roma on el 77 va ser nomenat cònsol i li fou reconegut el govern de la província de Britànnia (el govern d'una província es donava als consols després d'acabar el mandat). El 78 va donar a la seva filla en matrimoni a Tàcit i fou fet governador de Britànnia i col·lega dels pontífexs.
A Britànnia va aconseguir dominar completament la província amb una política de conciliació amb els britons, i amb la visió de les arts i els luxes dels civilitzats, que els va convèncer d'establir-se a ciutats i construir cases i temples; els fills dels caps britons eren educats sota el sistema romà i la toga romana fou la seva vestimenta des de llavors. Va passar set anys a Britànnia, del 78 al 84. El seu predecessor Julius Frontinus havia arribat fins al país dels silurs (a Gal·les del sud). Agrícola va continuar la seva obra. El 78 va ocupar l'illa de Mona (Anglesey) i el país dels ordòvics (Gal·les del Nord), places fortes dels druides; l'any següent va consolidar la zona de domini mitjançant acords (79); l'any 80 va avançar al nord cap al Solway; l'any 81 va arribar a Clyde i Forth; el 82 va sotmetre als britons de la regió enfront d'Irlanda; el 83 va explorar amb la flota les costes de Fife i Forfar i va entrar en contacte amb els caledons que el van atacar de nit al seu camp establert probablement a Loch Ore aniquilant la Legió IX Hispana, però als que va derrotar en la batalla subsegüent; la darrera campanya (84) fou als Grampians, establint el domini roma al nord a la zona de Perth i Argyle després d'una victòria sobre els caledons dirigits per Galgacus al mur de Murdoch, al peu dels turons; en aquesta campanya la flota romana va anar al nord dels Fife i va rodejar el territori descobrint que es tractava d'una illa; l'hivern del 84 fou cridat per Domicià i destituït del govern.

## Caiguda i mort sota Domicià
Gneu Juli Agrícola va ser cridat a Roma per l'emperador Domicià, aparentment preocupat per les despeses econòmiques de les successives campanyes, però en realitat molest i gelós per la popularitat d'Agrícola, a qui l'opinió pública veia com l'únic militar capaç de redreçar la delicada situació a Germània, va viure en una situació de retir a la vida privada, en una espècie d'exili interior. Se li va oferir el govern d'Àsia o el d'Àfrica però va declinar l'honor. Va ser assassinat per Domicià l'any 93 quan tenia 55 anys, el 23 d'agost del 93